# Camogie

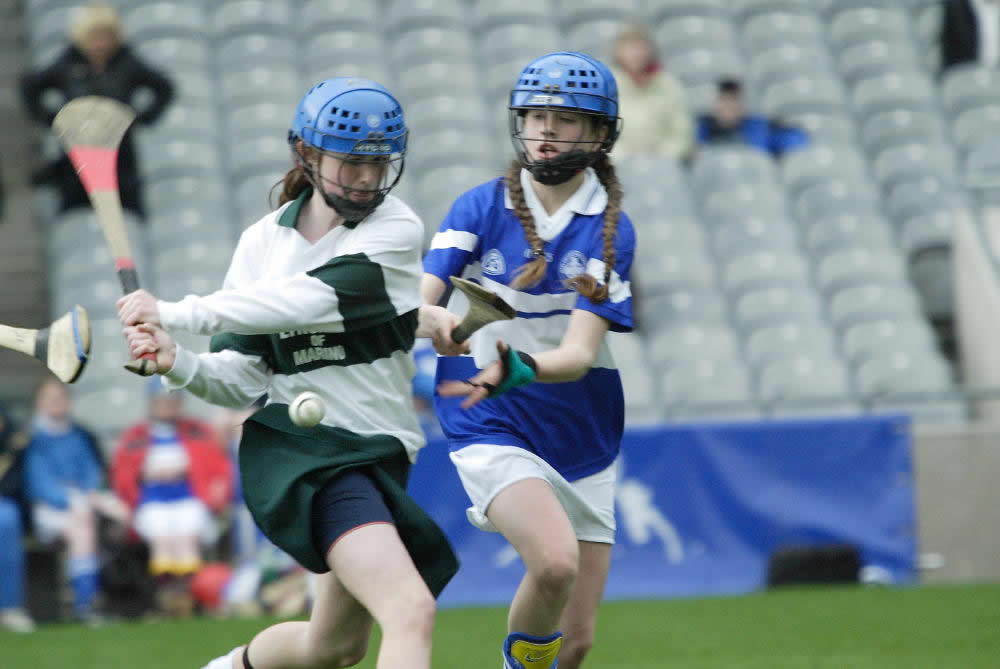
Två kvinnor spelande camogie.

Camogie är en irländsk bollsport för kvinnor. Sporten spelas av två femtonmannalag på en rektangelformad gräsplan och är nära besläktad med den irländska mansporten hurling.
Camogie spelas med en camán, en träklubba med brett blad som används för att driva bollen till motsatt mål eller för att passa till en lagkamrat. Det är tillåtet att fånga bollen och att springa upp till fem steg med bollen i handen innan den passas vidare. Målen är H-formade och placerade på vardera kortsida av planen.
Mål över ribban ger en poäng och under ribban tre poäng. Camogiematcher spelas på en gräsplan som är något större än en fotbollsplan (130–145 meter lång och 80–90 meter bred). Sporten har funnits sedan 1904 och spelas av över 100 000 spelare anslutna till 550 klubbar, främst i Irland, men också i Europa, Nordamerika, Asien, Australien och Nya Zeeland.
I den årliga turneringen All Irland Camogie Championship tävlar lag från Irlands 32 grevskap. Arrangemanget lockar upp till 35 000 åskådare och sänds av Irlands nationella TV-bolag.